# Лозоне
Лозоне (італ. Losone) — місто  в Швейцарії в кантоні Тічино, округ Локарно.

## Географія
Місто розташоване на відстані близько 135 км на південний схід від Берна, 20 км на захід від Беллінцони.
Лозоне має площу 9,3 км², з яких на 26,1% дозволяється будівництво (житлове та будівництво доріг), 5,8% використовуються в сільськогосподарських цілях, 64,5% зайнято лісами, 3,6% не є продуктивними (річки, льодовики або гори).

## Демографія
2019 року в місті мешкало 6695 осіб (+4,7% порівняно з 2010 роком), іноземців було 22,6%. Густота населення становила 723 осіб/км².
За віковим діапазоном населення розподілялося таким чином: 18,3% — особи молодші 20 років, 58,4% — особи у віці 20—64 років, 23,3% — особи у віці 65 років та старші. Було 3114 помешкань (у середньому 2,1 особи в помешканні).
Із загальної кількості 3195 працюючих 20 було зайнятих в первинному секторі, 1631 — в обробній промисловості, 1544 — в галузі послуг.